# HD 101995
HD 101995，又名CP-62 2250，SAO 251559、HR 4513，是一颗恒星，视星等为6.1，位于銀經295.32，銀緯-1.01，其B1900.0坐标为赤經11h 39m 6.1s，赤緯-62° -1.01′ 22″。